# Joan-Andreu Rocha Scarpetta
Joan-Andreu Rocha Scarpetta (Bogotà, Colòmbia, 1965) és degà de la Facultat de Treball Social i Educació Social Pere Tarrés des del 2017 i forma part del Consell Assessor per a la Diversitat Religiosa de la Generalitat de Catalunya.
Doctor en ciències de la comunicació per la Universitat Abat Oliba CEU de Barcelona i en història de les religions per la Pontifícia Universitat Gregoriana de Roma, va ser vicedegà de periodisme de la Universitat Abat Oliba. Ha centrat la investigació en els processos comunicatius de les relacions interreligioses, els mitjans de comunicació i les religions i el periodisme religiós.
És també el coordinador del projecte Fons Filmogràfic de les Religions de la Direcció General d'Afers Religiosos de la Generalitat de Catalunya.